# LG V10
LG V10은 LG전자가 대한민국에 2015년 10월 8일 출시한 스마트폰이다. 광고는 대한민국의 모델인 스테파니 리와 가수 자이언티, 영화감독 장진이 'V10 라이프스타일'이라는 주제로 촬영되었다.

## 운영 체제 / 소프트웨어

### 안드로이드 5.1 롤리팝
LG V10은 안드로이드 5.1 롤리팝을 탑재하여 출시했다.

### 안드로이드 6.0 마시멜로
2016년 3월 7일, KT, LG U+ 안드로이드 6.0.1 마시멜로 업데이트를 시행했다. 2016년 3월 17일 SK텔레콤 안드로이드 6.0.1 마시멜로 업데이트를 시행했다. 5.1 롤리팝과 크게 달라진 점은 없지만 UX가 개선되고 노크 코드가 4자리에서 6~8자리로 개선되었다.

### 안드로이드 7.0. 누가
2017년 5월 24일, 안드로이드 7.0 누가 업데이트를 시행했다. UX5.0+가 적용되고 상단바가 V20처럼 같아졌다. 그리고 음향 및 배터리 성능이 개선되었다. 업데이트 방법은 LG Bridge를 통해 업데이트가 가능하다. KT모델의 경우, 업데이트를 진행한 후 표시되는 통신사 로고가 Olleh에서 kt로 변경되었다.

## 특수 기능

### 카메라

#### 전문가 모드
사진을 촬영하거나 영상을 녹화할 때 세부 카메라 기능을 수동으로 조절할 수 있는 기능이다. LG G4와 같이 사진 전문가 모드에서는 화이트 벨런스,OIS, 셔터 스피드, 수동 포커스, 저장 파일 및 화면 비율 등을 조절할 수 있다. V10은 동영상 전문가 모드가 추가되어, 영상 품질뿐만 아니라 오디오 컨트롤, 스테레오 사운드 레벨 미터 등의 음질 조절 기능도 있다. 스테디 레코드 기술이 적용되어, 흔들림 방지가 가능하다. 전문가 모드 이외에도 터치만 하면 촬영되는 심플 모드와 일반 촬영이 되는 일반 모드도 지원한다.

#### 멀티 뷰 레코딩
V10에 탑재된 전면의 일반각과 광각 렌즈, 후면 카메라 렌즈를 이용해 3장의 사진을 동시에 촬영해 하나의 결과물로 저장할 수 있다.

#### 스냅 비디오
원하는 영상의 일부분을 3초씩 저장해서 하나의 1분짜리 동영상으로 저장할 수 있다.

#### 퀵샷
갑자기 사진을 찍어야 할 때 후면 전원키 하단의 음량 조절 버튼을 두 번 눌러서 카메라를 바로 킬 수 있는 기능이다.

#### 전면 듀얼 카메라
전면에 일반 화각인 80도 렌즈와 더 넓은 화면을 담을 수 있는 120도 광각 렌즈가 같이 탑재된 듀얼 렌즈를 탑재했다.

### 세컨드 스크린
LG V10은 기존의 5.7인치 Quantum IPS 디스플레이 위에 2.1인치 크기의 보조 디스플레이인 세컨드 스크린(Second Screen)이 탑재되었다. 하지만, 백라이트가 두개로 나누어져 있기 때문에 하나가 아닌 두 개의 디스플레이가 독립적으로 작동한다. 세컨드 스크린은 올웨이즈 온 디스플레이(Always On Display)가 적용되어 주 화면이 꺼져 있을 때에도 날짜, 시간, 알림, 배터리 용량등의 필요한 정보를 항상 볼 수 있으며, 그리고 원하는 글귀를 적을 수 있는 서명과 문구를 지원한다. 또한 빠르게 앱을 실행할 수 있는 앱 바로가기와 음악을 바로 조절할 수 있는 뮤직 플레이어, 빠른 연락처, 오늘의 일정 등을 바로 확인할 수 있는 멀티태스킹 기능을 지원한다. 삼성전자의 곡면 기술이 적용된 엣지 디스플레이와 기능적으로 비슷하다.

### 기타
LG V10은 전후면에 강한 내구성을 가진 듀라 스킨 실리콘 마감과 측면에 의료 기기나 액세서리에 사용되는 스테인리스 스틸 316L을 적용했다. 그래서 퀵차지 2.0(Quick Charge) 기술을 적용한 고속 충전과 3000mAh(실제는 2900mAh) 탈착식 배터리를 지원한다. 적용된 소재 덕분에 LG전자 스마트폰 최초로 미군에서 진행하는 내구성 테스트인 MIL-STD 810G 통과 인증을 받았다. MIL-STD 810G 테스트는 고온, 저온, 습도, 방수, 충격, 방탄, 소금 안개, 먼지 등 30가지 항목으로 검사해 군용으로 사용해도 적합한지 결정하는 테스트이다. 그리고 24비트 음원을 고음질 32비트까지 업샘플링 해주는 Sabre 사의 32bit Hi-Fi DAC이 탑재되었다. 음악 앱에 Hi-Fi DAC 모드가 추가되어, 음량이 75단계까지 미세하게 설정할 수 있다. LG G4와 AP는 같지만 램이 3GB에서 4GB로 늘어났고, 저장 공간은 기존의 G4 대비 두배인 64GB로 늘었다. 그리고 LG전자 스마트폰 최초로 지문인식을 지원하며, 기존의 패턴, 비밀번호, 노크온도 지원한다.

## 액세서리

### 쿼드비트 3 tuned by AKG
LG G4에서 제공된 번들 이어폰인 쿼드비트 3의 업그레이드 버전이다. 색상이 화이트와 골드로 변경되었으며, 오스트리아의 유명한 음향 전문 회사인 AKG 어쿠스틱스의 튜닝을 받았다. 선 꼬임 방지 기술이 적용된 패브릭 소재의 케이블이 들어갔으며, 내부의 진동관과 드라이버 소재가 변경되어 중저음이 더 잘 표현되었다고 한다.

## 색상
- 오션 블루
- 럭스 화이트
- 모던 베이지
- 스페이스 블랙 (국내 미출시)
- 오팔 블루 (국내 미출시)

## 같이 보기
- LG G4
- LG G5
- LG V20
- LG V

## 경쟁 기종
- 아이폰 6S
- 아이폰 6S 플러스
- 삼성 갤럭시 노트 5
- 삼성 갤럭시 S6 엣지 플러스
- 구글 넥서스 6P
- 소니 엑스페리아 Z5